# Puńców
Puńców (pü̃ɲʦ͡ü̃f, mundartlich póńcóf poɲʦ͡of, deutsch Pun(t)zau, tschechisch Puncov) ist eine Ortschaft mit einem Schulzenamt der Gemeinde Goleszów im Powiat Cieszyński (Kreis Cieszyn) der Woiwodschaft Schlesien in Polen. Das Dorf liegt in der historischen Landschaft Teschener Schlesien (polnisch Śląsk Cieszyński).

## Geographie
Puńców liegt im Schlesischen Vorgebirge (Pogórze Śląskie) am rechten Olsa-Zufluss Puńcówka etwa 30 Kilometer südwestlich von Bielsko-Biała und 65 Kilometer südlich von Katowice.
Das Dorf hat eine Fläche von 1021 Hektar.
Nachbarorte sind die Stadt Cieszyn im Westen und Norden, Dzięgielów im Osten und die tschechische Stadt Třinec im Süden.

## Geschichte
Der Ort wurde am 23. Mai 1223 in einer Urkunde des Breslauer Bischofs Lorenz erstmals urkundlich als Punzo erwähnt, als Dorf, das den Zehnten der Prämonstratenserinnen in Rybnik bezahlen sollte. Der besitzanzeigende Name ist vom Personennamen Puńc (möglicherweise vom mittelhochdeutschen Wort punze, ponze – geeichtes, gestempeltes Fass) abgeleitet. Falls der Gründer ein Deutscher war, wäre dies das älteste Indiz der Ansiedlung deutscher Bauern in diesem Gebiet – im Mittelalter war es ethnisch gemischt (Slawen beziehungsweise Polen und Deutsche). Später wurde es als Punczow (1440, 1523, 1577, 1687, 1724, 1736, 1750), Punczow/Punczuw (1643), Puntzau (1692, 1722, 1736), Punzau, pohlnisch: Punzuw (1804), Punzau slavisch Puncow (1836) erwähnt.
In der Zeit des polnischen Partikularismus gehörte das Dorf zum Herzogtum Oppeln-Ratibor (Teschener Kastellanei), das nach dem Tod von Wladislaus I. von Oppeln 1281 geteilt wurde. Ab 1290 gehörte es zum Herzogtum Teschen. Ab 1327 bestand die Lehensherrschaft des Königreichs Böhmen und ab 1526 gehörte es zur Habsburgermonarchie.
Einige Zeit vor der Reformation entstand im Dorf eine römisch-katholische Pfarrei im Teschener Dekanat des Bistums Breslau. Nach 1540 erfolgte unter Wenzel III. Adam die Reformation und die Kirche wurde von Lutheranern übernommen. 1549 bewilligte der Herzog dem Dorf einen Pastor, der sowohl auf Deutsch als auch Tschechisch predigen sollte.
Im Jahr 1869 wurde eine gemauerte evangelische Friedhofskapelle erbaut.
Nach der Aufhebung der Patrimonialherrschaften bildete das Dorf ab 1850 eine Gemeinde in Österreichisch-Schlesien, Bezirk Teschen und Gerichtsbezirk Teschen. Von 1880 bis 1910 stieg die Einwohnerzahl von 1009 auf 1434 an, es waren überwiegend polnischsprachige (zwischen 98,1 Prozent und 99,2 Prozent), 1890 auch 3,1 Prozent deutschsprachige und 0,7 Prozent tschechischsprachige 1900. 1910 waren 56,3 Prozent evangelisch, 43,7 Prozent römisch-katholisch.
Politisch war das Dorf damals unter dem Einfluss der polnischen Nationalbewegung, weniger unter der deutschfreundlichen und gegen die polnische Nationalbewegung eingestellten schlonsakischen Bewegung. In der Reichsratswahl 1907 sowie 1911 gewannen dort dreimalig die polnischen Kandidaten: Józef Londzin aus dem Bund der Schlesischen Katholiken im ersten Wahlgang im Jahr 1907 und im Jahr 1911 zweimalig der polnische evangelische Rechtsanwalt Jan Michejda, nur im zweiten Gang im Jahr 1907 gewann dort der polnische Arzt Ryszard Kunicki (1873–1960), zum Teil als national-neutral Sozialist betrachtet (siehe Wahlbezirk Schlesien 13).
1920, nach dem Zusammenbruch der k.u.k. Monarchie und dem Ende des Polnisch-Tschechoslowakischen Grenzkriegs kam Puńców zu Polen. Ein Fünftel des Dorfes fand sich in Tschechien (Český Puncov, Třinec). Unterbrochen wurde dies nur durch die Besetzung Polens durch die Wehrmacht im Zweiten Weltkrieg, als es zum Landkreis Teschen (auch Olsa-Gebiet benannt) gehörte.
Die evangelische Filialkirche von Teschen wurde in den Jahren 1983 bis 1990 gebaut.
Von 1975 bis 1998 gehörte Puńców zur Woiwodschaft Bielsko-Biała.

## Religion
Die katholische Pfarrei (errichtet wahrscheinlich im späten Mittelalter) gehört zum Bistum Bielsko-Żywiec, Dekanat Goleszów. Die evangelische Filialgemeinde gehört zur Pfarrei Cieszyn, Diözese Cieszyn.

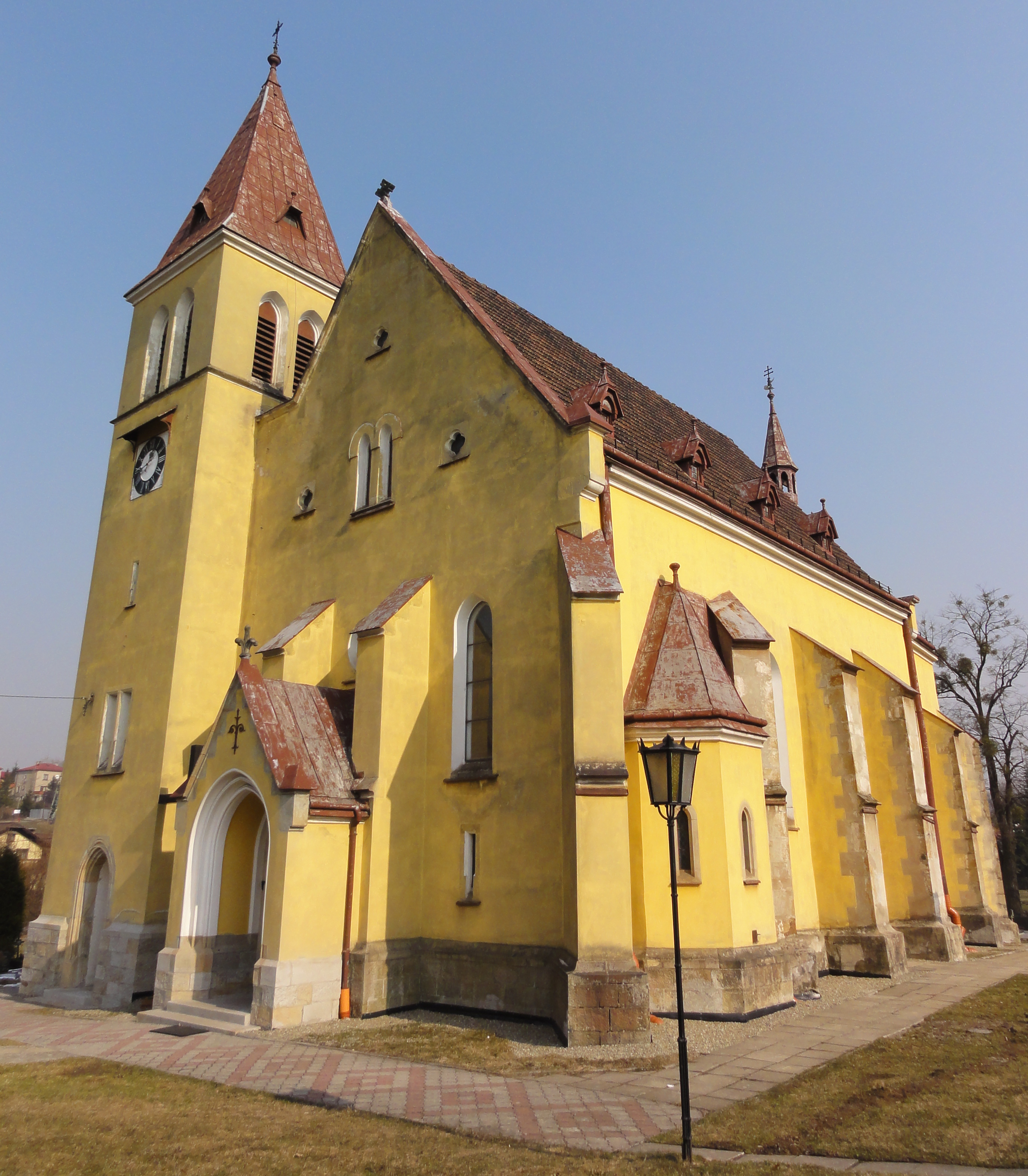
Katholische Kirche
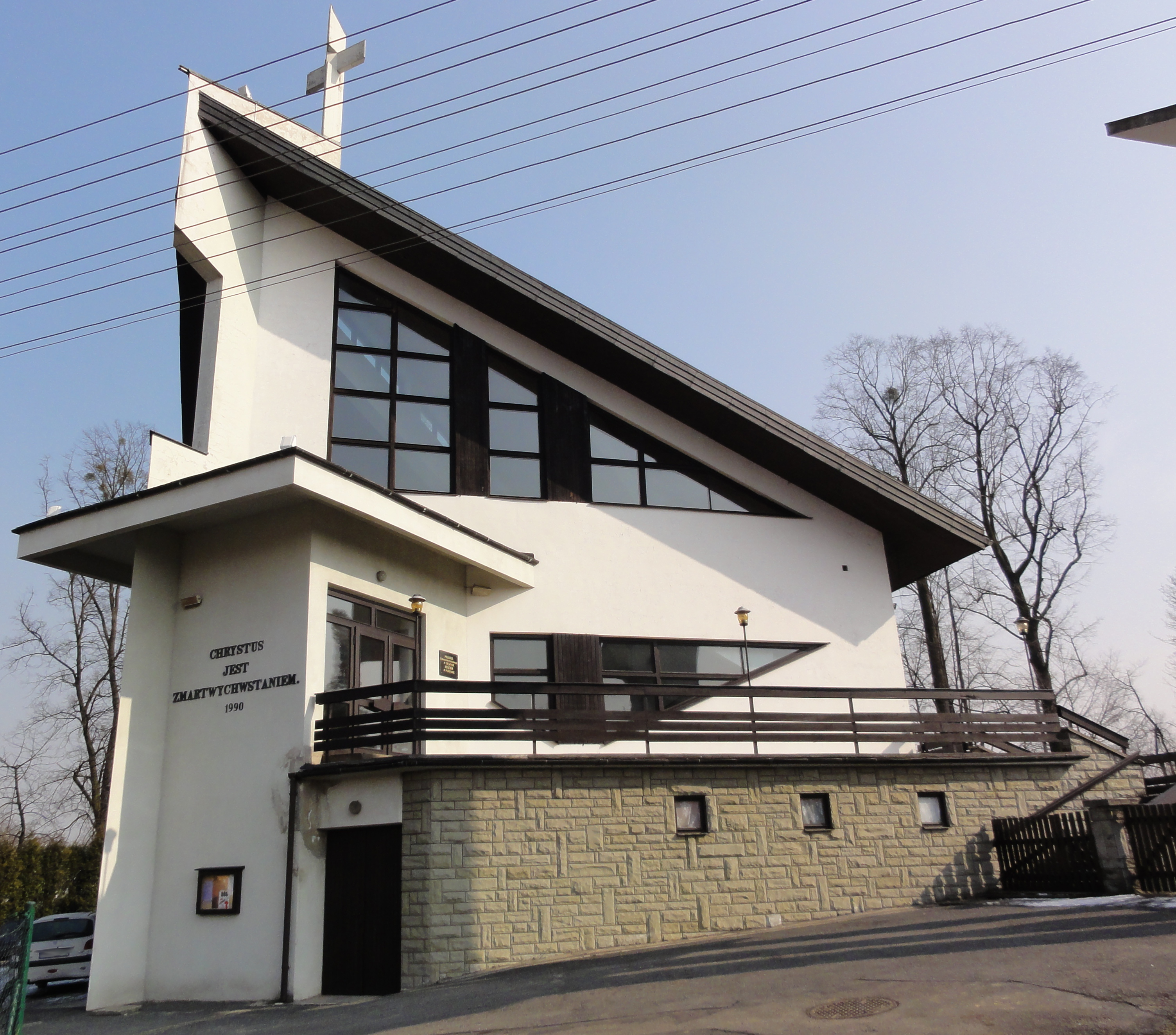
Evangelische Filialkirche
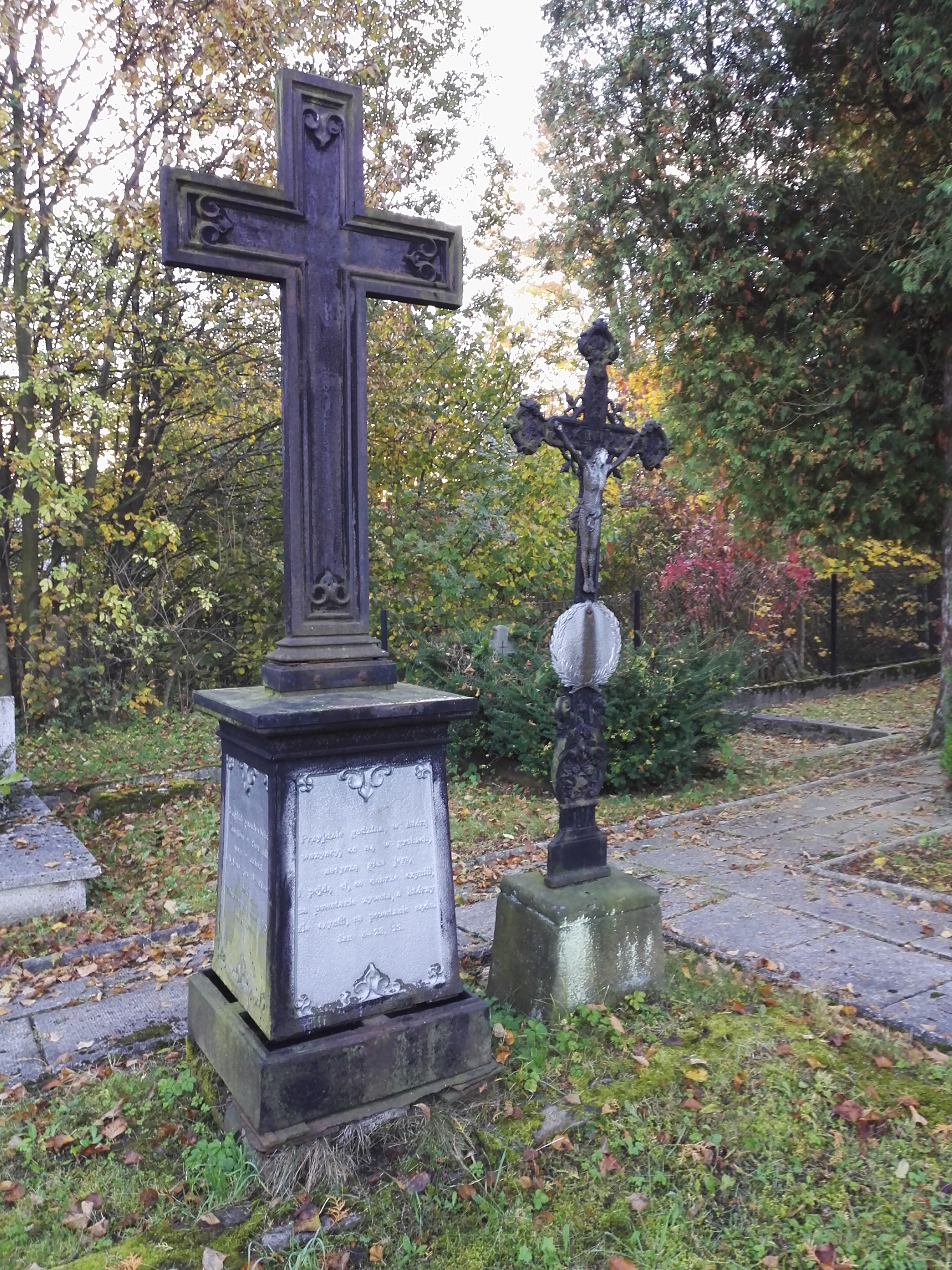
Evangelischer Friedhof

## Söhne und Töchter des Ortes
- Emanuel Gross (1868–1928), Pomologe